# Bușca
Bușca – wieś w Rumunii, w okręgu Aluta, w gminie Mihăești. W 2011 roku liczyła 773 mieszkańców.